# Rio Adycha
O rio Adycha (Russian; em iacuta:  Адыаччы) é um rio na República de Sakha na Rússia. É um afluente do lado direito do Yana e tem 715 quilômetros (440 mi)  de comprimento, com uma bacia de drenagem de 89 800 quilômetro quadrados (35 000 sq mi).
No final do período soviético, uma grande barragem com uma estação hidroeléctrica estava planeada para ser construída no rio, mas após a perestroika e as dificuldades económicas no país, o projecto foi abandonado.